# هاري جارسون
هاري جارسون (بالإنجليزية: Harry Garson)‏ هو منتج أفلام ومخرج أمريكي، ولد في 1882 في روتشستر في الولايات المتحدة، وتوفي في 21 سبتمبر 1938 في لوس أنجلوس في الولايات المتحدة.

## وصلات خارجية
- هاري جارسون على موقع IMDb (الإنجليزية)
- هاري جارسون على موقع أول موفي (الإنجليزية)
- هاري جارسون على موقع قاعدة بيانات الفيلم (الإنجليزية)
- هاري جارسون على موقع كينوبويسك (الروسية)